# Ловен, Свен Лудвиг
Свен Лудвиг Лове́н (швед. Sven Ludwig Lovén; 6 января 1809 — 3 сентября 1895) — шведский зоолог.
Член Шведской королевской академии наук, иностранный член-корреспондент Петербургской академии наук (1860), иностранный член Лондонского королевского общества (1885).

## Биография
В 1829 году получил учёную степень в Лунде и стал там доцентом зоологии. В следующие годы совершил обширные путешествия по Норвегии, западному берегу Швеции и Финнмарку, в 1837 году стоял во главе первой научной экспедиции на Шпицберген. С 1841 года Ловен — профессор при государственном музее в Стокгольме, член стокгольмской академии. Работы Ловена частью фаунистического содержания, частью относятся к строению и истории развития кишечнополостных (между прочим он наблюдал ещё в 1836 году медузообразные почки гидроида Syncoryne и предполагал уже, что они отделяются), червей (в том числе «Jakttagelse öfver metamorfos hos en Annelid», в «K. Vetenskaps Akademiens Handlinar», 1840), моллюсков (в том числе важная работа «Bidrag til Kännedom om Utvecklingen af Mollusca Acephala Lamellibranchiata», Стокгольм, в «К. Vetensk. Ak. Handl.», 1848), ракообразных и иглокожих (в том числе ряд важных работ по строению морских ежей: «Sur la structure des Échinooïdées» («Oefversigt af K. Vetensk. Acad. Handlingar», 1871), «On the structure of the Echinoida» («Annals and Magazin of Nat. History», 1872), «Études sur les Échinoïdées» («Kongl. Svenska Vet. Akad. Handlingar», 1875 и др.).